# Natalia (film)
Pour les articles homonymes, voir Natalia (homonymie).
Pour plus de détails, voir Fiche technique et Distribution.
Natalia est un film franco-helvéto-canadien réalisé par Bernard Cohn et sorti en 1989.

## Synopsis
Issue d'une famille juive polonaise émigrée en France, Natalia est veut faire carrière comme actrice. Au cours de la Seconde Guerre mondiale, munie de faux papiers, elle poursuit cette carrière au cinéma. Elle a 18 ans et l'occupation allemande la préoccupe moins que le rôle qu'elle vient d'obtenir.  Elle joue dans un film que tourne le réalisateur Paul Langlade, une adaptation de Mademoiselle de Maupin, avec des capitaux venant d'une société contrôlée par les Allemands. Lors du tournage de ce film, elle est arrêtée et déportée. À son retour, elle est accueillie par le réalisateur de ce film, qui s'en veut d'avoir terminé sans elle le film commencé avec elle.  Mais elle est désormais bien étrangère à ces souvenirs. Pour elle, ça n'a plus d'importance.
Elle ne s'intéresse pas à savoir qui l'a dénoncée,  refuse aussi de collaborer avec la commission d'épuration du cinéma,  et ne peut plus jouer. Elle revient dans l'appartement qu'occupait sa famille, dont elle s'est éloignée à l'époque pour satisfaire sa passion du cinéma,,.

## Fiche technique
- Titre : Natalia
- Réalisation : Bernard Cohn
- Scénario et dialogues : Bernard Cohn et Claude Heymann
- Photographie : Denys Clerval
- Musique : Michel Portal
- Son : Pierre Lorrain, Robert Aumeunier
- Montage : Cécile Decugis
- Décors : Nicole Rachline
- Costumes : Régina Gothe
- Production : Fakhoury Productions - Slotint (Genève)
- Pays de production :  France |  Canada |  Suisse
- Genre : drame
- Durée : 114 minutes
- Date de sortie : 
  - France : 12 avril 1989

## Distribution
- Pierre Arditi : Paul Langlade
- Philippine Leroy-Beaulieu : Natalia Gronska
- Ludmila Mikaël : Catherine Valence
- Gérard Blain : Claude Roitman
- Michel Voïta : Tomasz
- Dominique Blanc : Jacqueline Leroux
- Gérard Boucaron : Jamain
- Jacques Boudet : André Brachaire
- Marc Cassot : Le professeur
- Fred Personne : André Valois

## À propos du film
Claude Heymann, qui a connu la période de l'occupation et qui, en tant que réalisateur, a dû se faire discret à l'époque en raison de son origine juive, a travaillé au scénario et aux dialogues avec Bernard Cohn, apportant sa connaissance de cette période. Ainsi, certaines scènes s'appuient sur ses propres souvenirs, comme l'enterrement juif sous la surveillance de soldats allemands, ou le fonctionnement de la Commission d'épuration du cinéma.